# Jaume Mut
Jaume Mut Rosselló (Felanich, Baleares, 27 de febrero de 1964), más conocido como Jaume Mut, es un exfutbolista y entrenador de fútbol español.

## Trayectoria

### Como jugador
Formó parte de clubes mallorquines como el Club Deportivo Manacor, el CD Badia Cala Millor y el CD Cala d'Or de la Tercera División de España.

### Como entrenador
Tras colgar las botas como jugador, Mut comenzó su trayectoria en los banquillos en 1998 dirigiendo al Club Deportivo Manacor. El 10 de mayo de 2001, fue nombrado director general deportivo, manteniendo también sus funciones de entrenador.
En la temporada 2003-04, firma como entrenador del Club Deportivo Santañí de la Tercera División de España, con el que disputó su primera fase de ascenso a Segunda División B de España.
Desde 2007 a 2009 sería entrenador del Club Deportivo Ferriolense de la Tercera División de España.
En la temporada 2009-10, firma como entrenador del Club Deportivo Manacor de la Regional Preferente de Mallorca. Al que logra ascender al club manacorí en su primera temporada a Tercera División de España y en la temporada siguiente logra el ascenso a la Segunda División B de España y al que lo dirige en la división de bronce durante la temporada 2011-12.
El 27 de mayo de 2013, se hace cargo del juvenil "A" del Club Deportivo Atlético Baleares en la en División de Honor, donde consiguió la permanencia en la máxima categoría Juvenil. 
En la temporada 2014-15, dirige al Club Esportiu Cardassar de la Regional Preferente de Mallorca.
El 26 de octubre de 2015, firma por el Club Deportivo Campos de la Tercera División de España.
En la temporada 2016-17, firma como entrenador del Club Deportivo Felanich de la Tercera División de España, al que dirige durante cuatro temporadas.
En la temporada 2020-21, regresa al Club Deportivo Manacor de la Tercera División de España, al que dirige durante dos temporadas.
El 5 de abril de 2022, firma como segundo entrenador de Julio Velázquez en el Club Deportivo Alavés de la Primera División de España.
El 12 de septiembre de 2022, firma como segundo entrenador de Julio Velázquez en el Fortuna Sittard de la Eredivisie.
El 3 de septiembre de 2023, regresa al Club Deportivo Manacor de la Tercera División de España, al que dirige hasta el mes de marzo de 2024.
El 13 de marzo de 2024, firma como entrenador del Club Deportivo Atlético Baleares de la Primera Federación. Tras continuar en el banquillo del club balear pese al descenso, el 11 de febrero de 2025 sería destituido como entrenador del Club Deportivo Atlético Baleares de la Segunda Federación.

## Clubes

### Como entrenador
| Club                                       | País                        | Año             |
| ------------------------------------------ | --------------------------- | --------------- |
| Club Deportivo Manacor                     | Bandera de España           | 1998-2003       |
| Club Deportivo Santañí                     | Bandera de España           | 2003-2004       |
| Club Deportivo Ferriolense                 | Bandera de España           | 2007-2009       |
| Club Deportivo Manacor                     | Bandera de España           | 2009-2013       |
| Club Deportivo Atlético Baleares (Juvenil) | Bandera de España           | 2013-2014       |
| Club Esportiu Cardassar                    | Bandera de España           | 2014-2015       |
| Club Deportivo Campos                      | Bandera de España           | 2015-2016       |
| Club Deportivo Felanich                    | Bandera de España           | 2016-2020       |
| Club Deportivo Manacor                     | Bandera de España           | 2020-2022       |
| Club Deportivo Alavés (2º Entrenador)      | Bandera de España           | 2022            |
| Fortuna Sittard (2º Entrenador)            | Bandera de los Países Bajos | 2022-2023       |
| Club Deportivo Manacor                     | Bandera de España           | 2023-2024       |
| Club Deportivo Atlético Baleares           | Bandera de España           | 2024-actualidad |